# Etheostoma forbesi
Etheostoma forbesi és una espècie de peix de la família dels pèrcids i de l'ordre dels perciformes.

## Morfologia
Els mascles poden assolir els 7,4 cm de longitud màxima.

## Hàbitat
És d'aigua dolça i bentopelàgic.

## Distribució geogràfica
Es troba a Nord-amèrica: els Estats Units.